# パオラ・アントネッリ
パオラ・アントネッリ（Paola Antonelli）はイタリア人の作家、編集者、キュレーターである。彼女はロンバルディア人の子である。彼女は現在ニューヨーク近代美術館のR&D部門のディレクターと、建築・デザイン部門のシニア・キュレーターを兼任している。
2015年、アントネッリはアメリカ・グラフィック・アート協会から「新鮮で鋭い観察を共有しニューヨーク近代美術館で挑発的な展覧会を企画することで日々のデザインの影響を拡大している」と評されメダルを進呈された。
彼女はまたアートレビュー誌とSurface Magazineから芸術界で最も影響力のある百人の一人として選ばれている。
彼女は1990年ミラノ工科大学建築学部でラウレアを取得しているが、建築家としてのキャリアは無い。イタリア、フランス、日本において、彼女は幾度か建築とデザイン展を企画してきた。彼女は1987年から1991年の間はDomus誌の編集者として、1992年から1994年の間はAbitare誌のデザイン編集者としても働いてきた。彼女はまたメトロポリス誌やハーバードデザインレビュー、インターナショナル・デザイン・マガジン、ペーパー誌、メトロポリタン・ホーム誌、ハーパーズ バザー誌、ネスト誌などに寄稿経験を持つ。2014年、ロイヤル・カレッジ・オブ・アートから名誉博士号を授与された。

## 経歴

### 講師
1991年から1993年の間、アントネッリはカリフォルニア大学ロサンゼルス校の講師を務めており、デザイン史とデザイン理論について教鞭を取っていた。2003年の春にはハーバード大学デザイン大学院でデザイン理論の講座を開講した。彼女は他の場所でもヨーロッパとアメリカのデザイン及び建築について講演し、また国際的な建築デザインの審査員を幾度か務めている。

### ニューヨーク近代美術館のキュレーター
アントネッリは1994年2月にニューヨーク近代美術館に加わり、建築・デザイン部門のキュレーターとなった。ニューヨーク近代美術館で彼女が企画した展示のなかで初めて注目を集めたのは1995年の "Mutant Materials in Contemporary Design" (現代デザインに見る素材の変容)であった。これ以後1996年の"Thresholds: Contemporary Design from the Netherlands"、1997年から1998年の"Achille Castiglioni: Design!"、1999年の"Projects 66: Campana/Ingo Maurer"、2000年9月から翌年2月にかけて"Open Ends"と"Matter"を企画した。2001年の2月8日から4月22日に開かれた "Workspheres" (ワークスフィア)展は近未来の労働環境のデザインをテーマとしていた。
2005年には"Safe: Design Takes on Risk"と"Safe"というよく似たタイトルの展示会を開いた。後者は2年前にアスペンで開かれた国際デザイン会議の彼女の発表に基づくものであった。彼女の近年のプロジェクトには他に、独特なデザインの例として世界中の食をとりあつかった書籍や、デザインに関するテレビ番組などがある。キュレーターとして彼女は様々なコンピューターゲームをニューヨーク近代美術館の常設展へと加えてきた。
アントネッリはJamer Huntと共同で、性、攻撃、体臭といった人間の最も顕著な特徴のうちのいくつかを物理的に表現することをテーマとした、オンライン上の実験的な展示会 "Design and Violence" を開催した。例えばガラスコップ一杯の人工的に合成された汗が展示された。この展示会について彼女は「私たちは暴力と曖昧な関係を持つ展示物を求めていた」と述べている。
チョークで地面に描かれた無人攻撃機(ドローン)の輪郭や、自動追尾弾丸や、スティレット・ヒールといったそれぞれの展示品はデザインの持つ正と負両面を強調するために選ばれた。
現代ではデザインとは大変多元的なものであり、アントネッリとHuntはこれを表現しようとしていた。

## デザイン哲学
アントネッリの目的は、日々の生活の中でデザインの重要性に人々が気づいていることを確認しながら、デザインの見方を変更する事だ。デザインは人間の創造性の素晴らしい発露であり、デザイナー達は自身が作り出した物を使用している人々に対し責任を感じるべきであると彼女は信じている。デザインがなければ誰も新しい発明(inventions)を使うことができないため、イノベーション(innovation)は無益なものとなるだろう。デザインは外観を整えるものに過ぎないという誤解に対し彼女は苛立っており、デザインとはそれ以上の概念であることを人々に気づかせることが自身の役割であると感じている

### 論争
『パックマン』、『テトリス』、『マインクラフト』といったコンピューターゲームを取り扱った展示は、こうしたゲームのインタラクションデザインを紹介する目的で、入場者が実際にゲームを遊ぶことができるよう企画されていた。この展示に対し、例えばガーディアン紙は「ニューヨーク近代美術館よ、申し訳ないがコンピューターゲームは芸術ではない」と反応した。

## 受賞歴
- 2010年 ラッキーストライクデザイン賞（ドイツ語版）(レイモンド・ローウィ財団)

## 著作
- From Pyramids to Spacecraft[13]
- Talk to Me: Design and the Communication between People and Objects[14]
- Mutant Materials in Contemporary Design [15]
- "Achille Castiglioni"[16]
- "Japanese Design"[17]
- "Modern Contemporary"[18]
- "Design the Elastic Mind"[19]
- "Modern Contemporary; Art at MoMA Since 1980"[20]
- Hella Jongerius – Misfit[21]
- Pasta by Design – Forward[22]
- Workspheres: Design and Contemporary Work Styles[23]
- Margaret Helfand Architects – Introduction[24]
- On the Table – On the American Table[25]
- Safe: Design Takes on Risk – Grace Under Pressure[26]
- Droog Design – Spirit of the Nineties[27]
- No Discipline – Preface[28]

## 出演
- TED Talks: Paola Antonelli treats design as art at TED in 2007
- Tom Bieling interviews Paola Antonelli: Thinking and Problem Making for [Design Research Network] in 2009
- "Designers on Top" presentation at Eyeo Festival 2012
- "Charlie Rose Show"
- "The Colbert Report Interview" (episode #1160, production code 09068, which originally aired on February 27, 2013)